# 罗伯特·考茨
罗伯特·亚历山大·考茨（英語：Robert Alexander Courts，1978年10月21日—）是一位英国保守党在政治人物，大律师。现任交通部政务次官，下议院惠特尼选区议员，曾任环境大臣特蕾莎·维利尔斯国会私人秘书。

## 早年生活
考茨的父亲Ian，为曼彻斯特索利哈尔区议会保守党领袖，也是事务律师资格、公司董事。母亲Sheila为学校董事。
考茨在谢菲尔德大学学习法律，2003年在林肯律师学院取得律师资格并在3 Paper Buildings出庭律师办公室任大律师，执业领域为人身伤害/临床疏忽以及公共和监管法，尤以动物福利、航空、警察和犯罪收益法见长。 2009年加入新西兰皇家法务局为新西兰政府法律顾问。

## 个人生活
考茨已婚，育有两个孩子。他是一名蓝调吉他手，喜欢骑自行车、游泳和徒步旅行。他也有潜水员资格，对海洋环境很感兴趣；是海洋保护协会的成员。